# Geschiedenis van de volksmuziek
De geschiedenis van de volksmuziek begint bij het ontstaan van de mensheid.
Volksmuziek is van iedereen en vormt een bindend element in een gemeenschap. Volksmuziek is niet (bewust) gecomponeerd, of anders gezegd: er is meestal geen componist bekend. Er is niet slechts één kunstenaar die zich uit (zoals in de kunstmuziek of klassieke muziek), maar er is een gemeenschap die zich kan uiten in haar eigen volksmuziek. Volksmuziek werd (bijna) nooit opgeschreven, maar mondeling overgeleverd.
In de Oudheid was de meeste volksmuziek in Europa eenstemmig en vocaal. Volksmuziek was altijd functioneel: ze diende ter opluistering van belangrijke gebeurtenissen. In de middeleeuwen waren kunstmuziek en volksmuziek nauw met elkaar verbonden. Ook religieuze muziek en volksmuziek stonden dicht bij elkaar. Van de middeleeuwen tot in de 19e eeuw waren de grenzen tussen standen belangrijker dan de grenzen tussen landen. Dit heeft grote gevolgen gehad voor de muziek; elke stand had zijn eigen muziek, streng afgescheiden van elkaar.
In de 19e eeuw groeide het nationalisme. Elk volk werkte aan zijn eigen nationale volksmuziek, die de eigen identiteit moest versterken. Waar er nog geen nationale volksmuziek bestond, werd die gecomponeerd. In de 20e eeuw werd het onderscheid tussen stadsmuziek en plattelandsmuziek steeds groter. In de stad wist men vaak niet welke muziek men op het platteland zong en speelde. Sedert 1970 is er overal in Europa een enorme herwaardering voor de volksmuziek op gang gekomen. Stedelingen gingen naar het platteland om de "eigen" volksmuziek te ontdekken. Weldra ontstonden er overal muziekgroepen die de oude traditionele boerenmuziek gingen spelen, maar dan wel met moderne aanpassingen of arrangementen.

## Inleiding
Volksmuziek is zo oud als de mensheid. Wellicht kon de mens eerder zingen dan praten, net als de vogels, de olifanten en de walvissen. Volksmuziek is vanouds een gebruiksvoorwerp, net als een doopritueel, een bruiloftsgebruik, een traditioneel kostuum, streektaal, oude legenden en regionale architectuur. Volksmuziek hoorde bij de volkskunst. Daarbij ging het niet om de individuele expressie van een individuele kunstenaar, maar om een collectieve uitingsvorm van gemeenschappelijk herkende emoties. Veel volksliederen gingen over de geschiedenis van de groep (stam, clan), over legendarische helden, over gewonnen en verloren oorlogen. Daarnaast zijn veel volksliederen een maatschappelijk geaccepteerde uitlaatklep voor individuele gevoelens: van blijdschap en gelukservaringen tot ongelukkige liefdes, misoogsten, armoede, gevangenschap, tegenslagen en ongevallen.

## Oudheid en Middeleeuwen
In de oudheid en de middeleeuwen was bijna alle muziek volksmuziek. De meeste muziek was muziek van het volk: dat wil zeggen muziek die iedereen kende en zong of speelde. De componist was onbekend: het lied was er en het lied was van iedereen. Gezongen liederen, instrumentale muziek en dans vormden een drie-eenheid: die hoorden altijd bij elkaar. De meeste volksmuziek is dansmuziek. Instrumentale muziek bestond vaak uit een bewerking en omspeling van de vocale muziek. De volksmuziek werd eenstemmig gespeeld door bijvoorbeeld een fluit, een doedelzak of een vedel, en daarbij begeleid door een trom en/of een bourdontoon (drone, aangehouden bromtoon).
Naast volksmuziek was er kerkmuziek, zoals het gregoriaans. Het is zeer aannemelijk dat het gregoriaans veel volksliedjes heeft gebruikt en bewerkt. Het is ook zeer aannemelijk dat het gregoriaans vroeger veel levendiger en gevarieerder werd uitgevoerd dan nu. Men gebruikte bijvoorbeeld maat en ritme (later werd dat verwijderd, waarschijnlijk omdat dat te frivool werd geacht). Ook gebruikte men waarschijnlijk micro-intervallen (kwarttonen).
Naast de volksmuziek had je wel enkele begaafde kunstenaars (componisten), die kunstliederen schreven (soms tegen betaling van kerk of hof), maar tot 1400 is weinig daarvan bewaard gebleven. Dit is het begin van de kunstmuziek, maar in die tijd stonden volksmuziek en kunstmuziek nog heel dicht bij elkaar. Als je luistert naar Europese middeleeuwse kunstmuziek, doet die sterk denken aan volksmuziek.

## Stad en platteland
In Europa is op het platteland de traditionele volksmuziek eeuwenlang goed bewaard en overgeleverd geweest (via mondelinge overlevering), terwijl nieuwe composities vaak in een stedelijke omgeving ontstonden.
De kerk was een van de weinige plekken waar muziek werd opgeschreven en men heeft daardoor zeer oude melodieën teruggevonden die misschien wel dateren van het begin van de christelijke jaartelling. De door de kerk betaalde componisten rond het jaar 1500 (Monteverdi, Heinric Isaac, Josquin des Prés, Palestrina) bedienden zich vaak van bestaande volksliedjes, die zij bewerkten tot meerstemmige (polyfone) kerkmuziek. Ook Luther, die veel nieuwe kerkliederen in de volkstaal schreef, maakte veel gebruik van bestaande volksliedjes. Dankzij die kerkelijke activiteiten hebben wij nog veel middeleeuwse volksmuziek kunnen reconstrueren. Dat geldt niet alleen voor Rome, Aken of Parijs, maar ook voor Byzantium, de hoofdstad van het Oost-Romeinse Rijk (ook wel Byzantijnse Rijk genaamd).
Het Byzantijnse Rijk was rond 700 tot volle bloei gekomen. Dankzij de Byzantijnse kerkmuziek heeft men Griekse volksliedjes uit de Oudheid kunnen reconstrueren. Toen de Turken en Arabieren in 1453 de stad Byzantium (door de Grieken Konstantinopolis genaamd) overnamen, en daarmee het Byzantijnse Rijk, hebben zij ook veel kerkelijke (christelijke) muziek overgenomen en indirect dus ook eeuwenoude Griekse volksmuziek.
Als dus vandaag de dag de Grieken  beweren dat de Turken veel Griekse (lees: Byzantijnse) muziek hebben overgenomen, dan hebben ze gelijk. Vele eeuwen later zullen de Turken beweren dat veel Griekse muziek (uit Klein-Azië) eigenlijk van oorsprong Turks is en dat is zeker waar voor de Smyrna- en Rebetika-muziek uit de tijd van 1880 – 1920.
Het Antwerps Liedboek uit 1544 is een van de oudste opgeschreven verzamelingen van Nederlandse en Vlaamse wereldlijke muziek, zowel volksliederen als kunstliederen. In die tijd was het een zeldzaamheid om liedteksten op te schrijven, dus dit boek is van groot belang voor een beeld van de volksmuziek in de 16e eeuw. Helaas waren er geen melodieën bij geschreven, maar wetenschappers hebben achteraf de melodieën achterhaald. De teksten gaan vaak over de liefde. Naarmate het onderwerp pikanter wordt, wordt de tekst implicieter of symbolischer (gecodeerd). Je denkt dan dat het lied gaat over een vogeltje dat tegen het raam tikt, maar in werkelijkheid gaat het over een minnaar die zijn geliefde opzoekt of die bij haar wil binnendringen (“Laat mij erin, laat mij erin”). In vele landen blijkt deze bedekte taal het gebruik te zijn.
Terwijl de stadsmens in geheel Europa zich gedurende de 17e en 18e eeuw meer en meer beschaafde (meer onderwijs, meer geld, meer kunst), werd de volksmuziek steeds meer een kenmerk van het (niet beschaafde) platteland. En ziedaar: een tweedeling was geboren. Volksmuziek associeerde men met varkenshokken en onbeschaafde mensen. Mensen die met bloed, zweet en tranen hun boerenverleden ontstegen, hadden weldra last van schaamte over hun nederige afkomst en wilden daaraan niet herinnerd worden, ook niet door bijvoorbeeld volksmuziek.

## De standen
Van de 17e tot de 19e eeuw werden de Europeanen meer verdeeld door de grenzen tussen de standen dan die tussen de landen. Er was een “lage” volkscultuur, een burgercultuur, een adellijke cultuur, een kerkelijke cultuur en een militaire cultuur. De verticale mobiliteit was gering. Een dubbeltje zou nooit een kwartje worden. Toch zagen de lagere standen op naar de hogere en iedereen wilde graag stijgen op de maatschappelijke ladder. Dus de boeren namen waar mogelijk de cultuur van de burgers over (taal, kleding, muziek en dansen), terwijl de burgerij zich mat met de adel (men probeerde de taal, kleding, muziek en dansen van de feodale hovelingen over te nemen). Hierdoor kon het gebeuren dat hoofse muziek en hoofse dansen uit de Renaissance (“hoge cultuur”) in volgende eeuwen “afdaalden” naar het gewone volk en geïntegreerd werden in de “lage cultuur”. Hoofse (adellijke) dansen, zoals de bourrée, de gavotte en de gigue, werden in de 19e en 20e eeuw de volksdansen van het gewone volk, ook op het platteland (in West-Europa). In Centraal-Europa gebeurde hetzelfde met de wals, de mazurka en de polka. De nationale dans van Hongarije, de csárdás, is voor het eerst aan de feodale hoven geïntroduceerd en is afgeleid van West-Europese dansen uit de Renaissance.
Het Hongaarse leger verzon de wervingsdansen (verbunkos): stoere mannendansen moesten het leger aantrekkelijk maken voor aankomende rekruten. Voor het leger werd speciale wervingsmuziek geschreven. In dezelfde tijd gaven Oostenrijkse muziekleraren muziekles aan de Turkse legers op de Balkan. Daarbij werd de oude Turkse militaire kapel in ere hersteld, de Turkse militaire kapel was namelijk al eerder door het Westen overgenomen wat nog blijkt uit de naam Turkse trom. De Turken kregen dus hun oude Mehter orkest in iets andere vorm weer terug. En passant werd daarbij de klarinet in het Ottomaanse Rijk geïntroduceerd, een Duitse uitvinding, die later zo’n succes werd in Turkije, dat velen dachten dat de klarinet een Turkse uitvinding was. In de twintigste eeuw waren het de zigeuners die een Turks blaasorkest vormden om de lokale volksmuziek leuker te maken: de zigeunerfanfare was geboren.

## Nationalisme
Sedert de Franse Revolutie braken de ideeën van de Verlichting eindelijk door naar het brede volk. Men ontworstelde zich aan de macht van de kerk en de adel. Dat betekende onder andere serieuze herwaardering voor en emancipatie van het gewone volk (boeren en arbeiders), dus ook herwaardering van en openlijke trots op cultuuruitingen van het gewone volk, zoals de erkenning van de eigen volkstaal, de eigen vertellingen en sprookjes. Men noemde dat de ontdekking van de naties, oftewel nationalisme. Sommige minderheidstalen werden voor het eerst in de geschiedenis opgeschreven, zoals Hongaars, Tsjechisch en Slowaaks. Tegelijk met de nationale trots en de nationale taal werden ook de nationale volksmuziek, volksdansen en volksgebruiken geherwaardeerd, opgeschreven resp. beschreven. Wij praten nu over de periode vanaf 1800.
Geleidelijk aan werden de (nieuwe) grenzen tussen de naties belangrijker dan de grenzen tussen de standen. De nationale trots was geboren. Elke natie zag in de eigen volksmuziek en volksdans een kans om de nationale identiteit te beleven. En waar geen duidelijke nationale muziek of dans aanwezig was, moest die maar worden geschapen. Zo was de hierboven genoemde Hongaarse csárdás een kunstmatige uitvinding, gebaseerd op internationale hofmuziek, maar met enkele typische Hongaarse trekjes. Daarentegen werden de wals en de polka vereenzelvigd met het Duitse volk.
De huidige Hongaarse volksdansmuziek valt eigenlijk in vier categorieën onder te verdelen:
- oude Hongaarse volksdansen, grotendeels solo mannendansen, magyar genaamd
- militaire wervingsdansen, verbunkos genaamd
- de nieuwe csárdás, een adellijke dans voor paren
- zogenaamde Duits/Oostenrijkse dansen, de wals en de polka.

Voeg hier nog aan toe de tafelmuziek (luistermuziek, vaak klaagliederen) en je hebt een compleet beeld van de Hongaarse volksmuziek.
Het zal duidelijk zijn dat nationale trots gemakkelijk kan omslaan in een griezelig soort nationalisme. Vele landen hebben meegemaakt dat de heersende politiek de volksmuziek en –dans gingen gebruiken (misbruiken) voor hun politieke doelstellingen (onder andere voor parades). Dat is gebeurd onder bijna alle dictatoriale regimes (Duitsland, Italië, Roemenië, Bulgarije, Griekenland, Spanje). Dat is zelfs de reden dat in deze landen sommige mensen zich helemaal van de volksmuziek hebben afgekeerd. Juist omdat de communisten in Hongarije zich niet voor de volksmuziek interesseerden, werd de revival-beweging ook een beetje een protestbeweging, zoals in West-Europa. De revival is daar dus echt van onderen af gekomen en heeft thans het niveau van de heersende macht bereikt. (Flinke subsidies voor het Laatste Uur-CD-project en voor het Culturele Erfgoedhuis, inclusief het Hongaars Nationaal Danstheater.)
In Bulgarije en Roemenië echter heeft de volksmuziek nog steeds een vieze bijsmaak (vanwege het politieke misbruik) en is de animo voor een revival kleiner. Maar in Bulgarije hebben de staatsinstituten wel heel veel materiaal behouden, en ook gezorgd voor al die muziekscholen waar je traditionele instrumenten zoals de gajda en gadulka kon leren spelen.

## Boeren en arbeiders
Op het platteland in Nederland werd gedurende de gehele 20e eeuw tot op heden de traditionele volkscultuur in ere gehouden door de folkloristen, de boeren-volksdansverenigingen. Dit waren de gezelschappen die onder andere de klompendansen in ere hielden. Nog steeds bewaken ze angstvallig de traditie, inclusief de klederdrachten. Opmerkelijk is dat deze boerenvolksdansverenigingen in geheel Nederland vaak internationale uitwisselingen organiseren met folkloristen van elders, tot in Mongolië en Senegal toe. Het Nederlands Centrum voor Volkscultuur en Immaterieel Erfgoed en de Federatie voor Folkloristische Groepen in Nederland geven deze folkloristen de nodige steun.
In de tweede helft van de negentiende en het begin van de twintigste eeuw ontstonden nieuwe ideeën over muziekonderwijs (onder meer vanuit de Maatschappij tot Nut van 't Algemeen). Jan Pieter Heije, die bestuurslid was van "het Nut", wilde door middel van muziekonderwijs de jeugd beschaving bij brengen. Vele componisten zetten gedichten van Heije op muziek, waaronder Richard Hol, Hendrika van Tussenbroek, Johannes Verhulst, Joannes Josephus Viotta en Johann Wilhelm Wilms. Tientallen liedboekjes met nieuwe Nederlandstalige liederen zagen zo het licht. In de liedbundel Kun je nog zingen, zing dan mee (1e druk in 1906) werden ruim twintig liederen van Heije opgenomen. Dit liedboek werd zeer populair en werd de hele twintigste eeuw herdrukt.
De Nederlandse volksmuziek werd in de jaren ’30 grondig bestudeerd door onder andere Jaap Kunst. Met name op Terschelling vond hij een schat aan volkscultuur. In de jaren ’50 en ’60 was er een radioprogramma “Onder de Groene Linde” van Ate Doornbosch. Ate verzamelde oude volksliedjes bij oude mensen thuis en zond ze uit voor de radio. De luisteraars werden daarbij uitgenodigd zelf andere oude volksliedjes op te sturen en voor te zingen. De hele verzameling wordt bewaard door het Meertens Instituut.
Volksdansen en volksliederen blijken een krachtig middel te zijn om het gemeenschapsgevoel te versterken. In de jaren ’20 kwamen de arbeidersbeweging en de jeugdbeweging op gang, overal in Europa. De arbeidersbeweging in Nederland leidde tot de oprichting van onder andere de AJC (Arbeidersjeugdcentrale) in 1918, o.l.v. Koos Vorrink, met als doel de “daadwerkelijke verwezenlijking van het socialistische cultuurideaal”. Kenmerken waren onder andere eigen kleding, kamperen, volksliederen en gemeenschapsdansen. Weldra ontwikkelden de katholieken de padvinderij en zo had elke zuil zijn jeugdbeweging. Jaarlijks hield men grote toogdagen op de Paasheuvel in Vierhouten, een traditie die reeds lang is overgenomen door het LCA (Landelijk Centrum voor Amateursdans).
Eveneens in de jaren ’20 werd de NJN opgericht (Nederlandse Jeugdbond voor Natuurstudie). Deze bond heeft alle vormen van verloop en achteruitgang overleefd en bestaat nog steeds (www.njn.nl) Terwijl men overdag de watervlooien bestudeerde, gaf men zich ‘s avonds over aan het (alcoholvrije) hupsen (volksdansen), begeleid door levende muziek. De NJN is achteraf gezien, naast het LCA (voorheen NeVo) een van de grootse stimulansen in Nederland geweest voor de revival van de internationale volksdansen en volksmuziek onder de stadsjeugd.

## Revival
Sedert 1970 is er in heel Europa een hernieuwde belangstelling gekomen voor traditionele volksmuziek. Tamelijk frappant is dat het overal omstreeks dat jaartal is begonnen. Een theorie daarover gaat als volgt. De wederopbouw was voltooid. Naast het harde werken ontstond er een vrijetijdscultuur. De ontzuiling was in gang gezet, de ontkerkelijking idem. Nu de welvaart was toegenomen, ontstond er een anti-autoritaire, een anti-welvaarts- en anti-groei-beweging, waarvan de hippiebeweging een voorbeeld was. Er groeide romantiek onder de jonge stadsbewoners, die gericht was op terug naar de natuur en terug naar de echtheid en de eenvoud. De hernieuwde belangstelling voor pure, authentieke traditionele boerenvolksmuziek kan in zekere zin gezien worden als een protestbeweging (in milde vorm). Door de komst van de bandrecorder was er ineens meer mogelijk. Je kon opnamen maken en mee naar huis nemen, je kon muziek op plaat kopen die je voorheen niet kon krijgen. Wat in Bartóks tijd een enorme onderneming was is nu door iedereen te doen. Doordat volksmuziekliefhebbers “de boer op gingen” kwamen ze er ook achter dat traditionele muzikanten steeds schaarser werden, en als er niet snel iets zou worden gedaan de volksmuziek zou verdwijnen.
In Ierland brachten de groepen Planxty en The Chieftains de bijna uitgestorven Ierse volksmuziek weer tot leven, in een eigentijdse vorm. In Nederland had je Wolverlei, Twee violen en een bas en Fungus. In België hebben 't Kliekske en de groep Rum een legendarische revival in gang gezet, die tot op de dag van vandaag voortduurt in zgn. folkbals (zie www.folkroddels.be). In België was sedert 1920 de doedelzak compleet uitgestorven, terwijl die in vorige eeuwen het nationale muziekinstrument bij uitstek was. In 2005 is de belangstelling voor het doedelzakspel in België zo groot als nooit tevoren, de doedelzakken zijn niet aan te slepen en je ziet er vele virtuozen van nog geen 19 jaar.

## Oermuziek en nieuwe muziek
Van Zweden tot Griekenland werd in de jaren ’70 de traditionele volksmuziek herontdekt en opnieuw tot leven gebracht. In Hongarije ging de goed opgeleide stadsjeugd met zijn bandrecorder naar de dorpen, om daar de traditionele dorpsorkestjes op te nemen en om de kunst van het musiceren en volksdansen af te kijken. Weldra ontstonden de eerste danshuizen (táncház) in Budapest en andere steden, een imitatie van de bijna uitgestorven gebruiken op het platteland en altijd voorzien van livemuziek. Bekende orkesten van het eerste uur waren onder andere Vizöntő (“Waterman”), Sebő en Muzsikás.
Deze groepen speelden niet alleen maar authentieke traditionele volksmuziek, maar direct vanaf hun begin ook eigen nummers schreven, bijvoorbeeld middeleeuwse gedichten gezet op een nieuwe melodie. Die zelfgecomponeerde nieuwe muziek deed nu eens denken aan middeleeuwse muziek, dan weer aan Ierse en soms aan Indiase muziek. M.a.w. men greep terug op nog oudere vormen. Deze oermuziek was vaak pentatonisch en kende geen of nauwelijks harmonie (zoals in het Oosten of in de middeleeuwen). Het puritanisme (of chauvinisme) kreeg in Hongarije weldra de overhand, zodat het maken van nieuwe nummers verdween uit de activiteiten van de danshuisorkesten. Echter de grote professionele dansgezelschappen, zoals het Hongaars Nationaal Danstheater, werden na de val van het communisme op een modernere leest geschoeid. Hier kunnen de nieuwe componisten en choreografen naar hartlust experimenteren in het overgangsgebied tussen volksmuziek en kunstmuziek resp. tussen volksdans en modern ballet.